# بيرثا لامي فيشت
بيرثا لامي فيشت (بالإنجليزية: Bertha Lamme Feicht)‏ (المولودة في 16 ديسمبر 1869 - والمُتوفاة في 20 نوفمبر 1943) هي مهندسة تطبيقية أمريكية. في عام 1893، أصبحت فيشت أول امرأة تحصل على شهادة في الهندسة من جامعة ولاية أوهايو. تعتبر فيشت أول

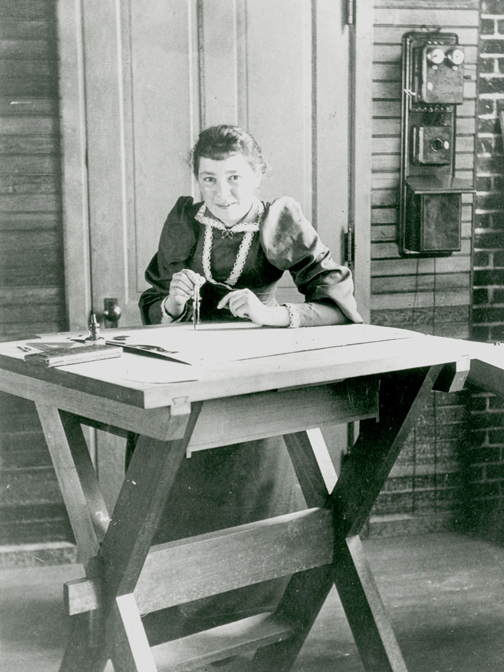
فيشت وهي ترسم باستخدام البرجل عام 1892

امرأة أمريكية تتخرج في تخصص رئيسي في الهندسة بخلاف الهندسة المدنية.
وُلدت بيرثا لامي في مزرعة عائلتها في بلدة بيثيل بالقرب من سبرينغفيلد بولاية أوهايو في 16 ديسمبر 1869. بعد تخرجها من مدرسة الزيتون الثانوية في عام 1889، تابعت فيشت خُطى شقيقها، بنيامين ج. لاماتي، وسجّلت في جامعة ولاية أوهايو.

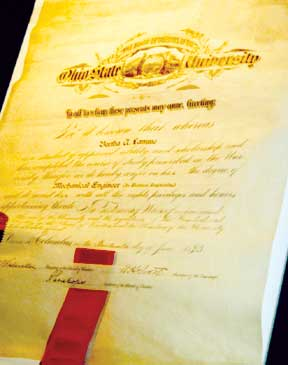
دبلوم فيشت من ولاية أوهايو

تخرجت فيشت في عام 1893 وقد حصلت على شهادة في الهندسة الميكانيكية مع تخصص في الكهرباء. حملت أطروحتها عنوان «تحليل اختبارات مولد سكة حديد ويستينغهاوس». وذكرت صحيفة الطلاب أنه بعد الانتهاء من إلقائها أطروحتها، اندلع تصفيق عفوي حاد عندما حصلت على شهادتها. تم تعيينها من قِبَل ويستينغهاوس كأول مهندسة أنثى. عملت لامي هناك حتى تزوجت راسل فيشت، المشرف على أطروحتها وزميلها في جامعة ولاية أوهايو، في 14 ديسمصبر 1905.
كان لدى فيشت طفل واحد، فلورنس، وُلد في عام 1910، والذي أصبح فيما بعد عالمًا فيزيائيًا لمكتب الولايات المتحدة للمناجم.
توفيت بيرث لامي فيشت في بيتسبرغ في 20 نوفمبر 1943 ودُفنت في مقبرة هوموود.
تُوفي زوجها راسل في أبريل 1949.
توجد بعض إنجازاتها الشخصية التي تشمل المسطرة الحاسبة، ومسطرة حرف تي، والدبلومة، في مجموعات مركز هاينز للتاريخ في بيتسبيرج. قامت مؤسسة ويستينغهاوس التعليمية، بالتعاون مع جمعية النساء المهندسات، بإنشاء منحة دراسية باسمها في عام 1973.